# Viện Khoa học Xã hội Nhân văn Quân sự
Viện Khoa học Xã hội Nhân văn Quân sự Bộ quốc phòng trực thuộc Học viện Chính trị là một tổ chức khoa học đa ngành, có chức năng nghiên cứu, phát triển, ứng dụng kiến thức xã hội nhân văn vào lĩnh vực quân sự.
- Ngày thành lập: ngày 29 tháng 4 năm 1999
- Trụ sở: 124 Ngô Quyền, Hà Đông,, Hà Nội

## Nhiệm vụ
- Nghiên cứu những vấn đề lý luận và thực tiễn của nhiệm vụ bảo vệ Tổ quốc.
- Cung cấp những dự báo và luận cứ khoa học cho việc hoạch định chủ trương, phương hướng, nội dung, biện pháp củng cố và tăng cường sức mạnh của nền quốc phòng toàn dân, xây dựng quân đội nhân dân;
- Nghiên cứu lý luận và thực tiễn xây dựng lực lượng vũ trang nhân dân  về chính trị; những vấn đề về công tác đảng, công tác chính trị trong QĐND;
- Tham gia đấu tranh trên mặt trận tư tưởng, lý luận, góp phần bảo vệ nền tảng tư tưởng của Đảng; củng cố trận địa tư tưởng của LLVTND

## Lãnh đạo hiện nay
- Đại tá, PGS.TS Hoàng Văn Phai: Viện trưởng;
- Đaị tá, PGS,TS Võ Văn Hải: Phó Viện trưởng;
- Đại tá, TS Bùi Thanh Cao: Bí thư Đảng ủy.

## Khen thưởng[3]
- 01 Huân chương bảo vệ Tổ quốc hạng Nhì
- 01 Huân chương Lao động hạng Ba.
- 02 Huân chương bảo vệ Tổ quốc hạng Ba.
- 01 Bằng khen của Thủ tướng Chính phủ.

## Viện trưởng qua các thời kỳ
- Trung tướng, GS Trần Xuân Trường (3.1999-12.2000)
- Trung tướng, PGS,TS Nguyễn Ngọc Hồi (12.2000-6.2003)
- Thiếu tướng, PGS,TS Nuyễn Vĩnh Thắng(6.2003-10.2013)
- Thiếu tướng PGS. TS Nguyễn Bá Dương (11.2013-8.2019)
- Thiếu tướng, PGS.TS Đặng Sỹ Lộc (9.2019-6/2020)
- Đại tá, PGS. TS Phạm Văn Sơn (Quyền Viện trưởng từ 7/2020-3/2023)